# Dendropaemon ganglbaueri
Dendropaemon ganglbaueri är en skalbaggsart som beskrevs av Felsche 1909. Dendropaemon ganglbaueri ingår i släktet Dendropaemon och familjen bladhorningar. Inga underarter finns listade i Catalogue of Life.